# Льняно
Льняно (пол. Lniano) — село в Польщі, у гміні Льняно Свецького повіту Куявсько-Поморського воєводства.
Населення — 1239 осіб (2011).
У 1975-1998 роках село належало до Бидгощського воєводства.

## Демографія
Демографічна структура станом на 31 березня 2011 року:
|          | Загалом | Допрацездатний вік | Працездатний вік | Постпрацездатний вік |
| -------- | ------- | ------------------ | ---------------- | -------------------- |
| Чоловіки | 595     | 111                | 431              | 53                   |
| Жінки    | 644     | 130                | 399              | 115                  |
| Разом    | 1239    | 241                | 830              | 168                  |